# شکریازی (سلماس)
شکریازی، روستایی است از توابع بخش مرکزی شهرستان سلماس استان آذربایجان غربی ایران.

## جمعیت
این روستا در دهستان کره سنی قرار داشته و بر اساس سرشماری سال ۱۳۸۵ جمعیت آن ۲۲۴۵نفر (۴۳۸ خانوار) 
بوده است.